# Livovská Huta
Livovská Huta (dawniej czasami w formie Ľvovská Huta) – wieś (obec) w powiecie Bardejów w kraju preszowskim na Słowacji, w historycznym regionie Szarysz. Powierzchnia 14,216 km². Liczba ludności: 51 mieszkańców (21.05.2011 r.).

## Położenie
Livovská Huta leży w samym sercu Gór Czerchowskich, w zamknięciu doliny Topli, w strefie, w której przyjmuje ona swoje pierwsze dopływy: Krížovský potok i Banský potok (lewobrzeżne) oraz Hradský potok (prawobrzeżny). Wieś leży na wysokości 650 ÷ 670 m n.p.m., lecz jej kataster sięga po najwyższy szczyt tej grupy górskiej – Minčol (1157 m n.p.m.).

## Historia
Powstała w XVII w. na terenie feudalnego „państwa” Hertník. Na terenie wsi istniał tartak napędzany kołem wodnym oraz folusz. Działała huta szkła, produkująca butelki, a później również szlifiernia szkła, które pracowały do początków XX w.
Livovská Huta jest jedną z najmniejszych pod względem liczby mieszkańców wsi tej części Słowacji, w dodatku w dalszym ciągu się wyludniającą. Część starszych domostw przekształcono już w sezonowo zamieszkiwane domy letniskowe. Mieszkańcy w większości utrzymują się z pracy w lesie. Komunikacja autobusowa z Bardejowem.
We wsi zachowało się kilka ostatnich drewnianych chałup zrębowych z dachami krytymi gontem. W górnej części wsi kościół greckokatolicki pod wezwaniem św. Jakuba z 1937 r.
W granicach wsi, w jej południowo-zachodniej części, znajduje się rezerwat przyrody Pramenisko Tople, obejmujący źródliska rzeki Topli.